# Gizela Farkaš
Gizela Farkaš po mężu Todorović (ur. 22 października 1942 w Nowym Sadzie) – serbska lekkoatletka, biegaczka średniodystansowa. W czasie swojej kariery reprezentowała Jugosławię.
Odpadła w półfinale biegu na 800 metrów na igrzyskach olimpijskich w 1964 w Tokio.
Zdobyła srebrny medal w sztafecie szwedzkiej 1+2+3+4 okrążenia na europejskich igrzyskach halowych w 1967 w Pradze (sztafeta Jugosławii biegła w składzie Marijana Lubej, Ika Maričić, Ljiljana Petnjarić i Farkaš).
Farkaš była mistrzynią Jugosławii w biegu na 400 metrów w 1964 oraz w biegu na 800 metrów w 1964 i 1967.
Trzykrotnie poprawiała rekord Jugosławii w biegu na 400 metrów do czasu 55,1 s uzyskanego 13 września 1964 w Bukareszcie oraz dwukrotnie w  biegu na 800 metrów do rezultatu 2:06,4 uzyskanego 23 sierpnia 1964 w Warszawie.